# بوطی سایح
بوطی سایح (به عربی: بوطی السایح) یک شهرداری در الجزایر است که در استان مسیله واقع شده‌است. بوطی سایح ۷٬۸۰۶ نفر جمعیت دارد.